# Polylekithum ictaluri
Polylekithum ictaluri är en plattmaskart. Polylekithum ictaluri ingår i släktet Polylekithum och familjen Allocreadiidae. Inga underarter finns listade i Catalogue of Life.